# Gramvousa (halvö)
Gramvousa är en halvö i regionen Kreta i Grekland. Den utgör ön Kretas nordvästudde. Den är mycket naturskön och är skyddat som naturreservat. De båda öarna Imeri Gramvousa (känd för den venetianska borgruinen på öns krön) och Agria Gramvousa ligger vid udden och ingår i naturreservatet. Stranden och den blå lagunen vid Balos på halvöns nordvästsida är ett populärt turistmål. Halvöns yttersta udde benämns Akra Vouxa eller Vouxaudden.